# لاك ديس بلايجس (كيبك)
لاك ديس بلايجس (بالإنجليزية: Lac-des-Plages, Quebec)‏ هي بلدية محلية في كيبيك تقع في كندا في Papineau Regional County Municipality. يقدر عدد سكانها بـ 522 نسمة ومساحتها 168.20 كم2 .